# Le Lion, le Singe et les Deux Ânes
Le Lion, le Singe et les Deux Ânes est la cinquième fable du livre XI de Jean de La Fontaine situé dans le second recueil des Fables de La Fontaine, édité pour la première fois en 1678.

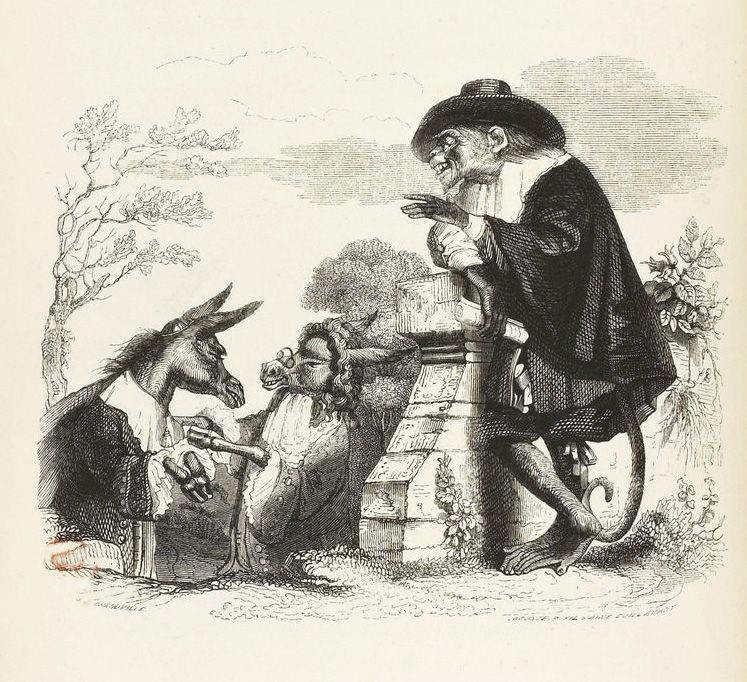
Illustration de Grandville (1838-1840)

## Texte de la fable

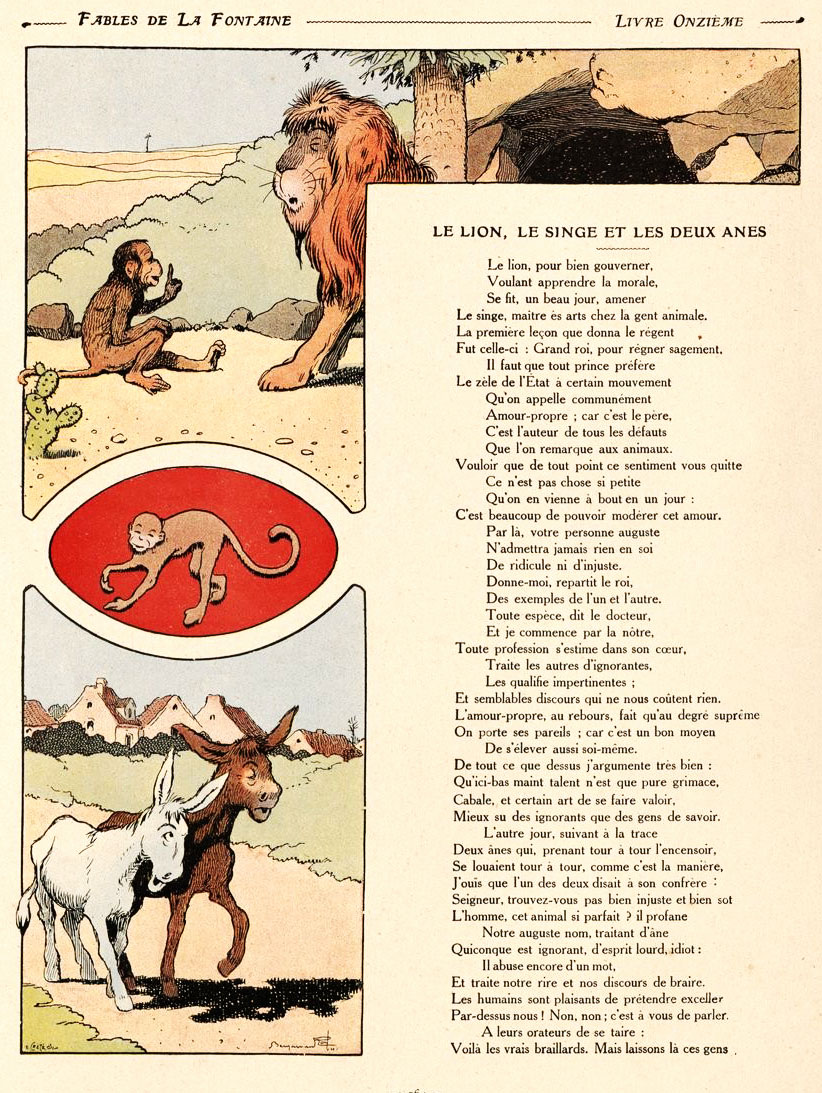
Illustration de Benjamin Rabier (début) (1906)

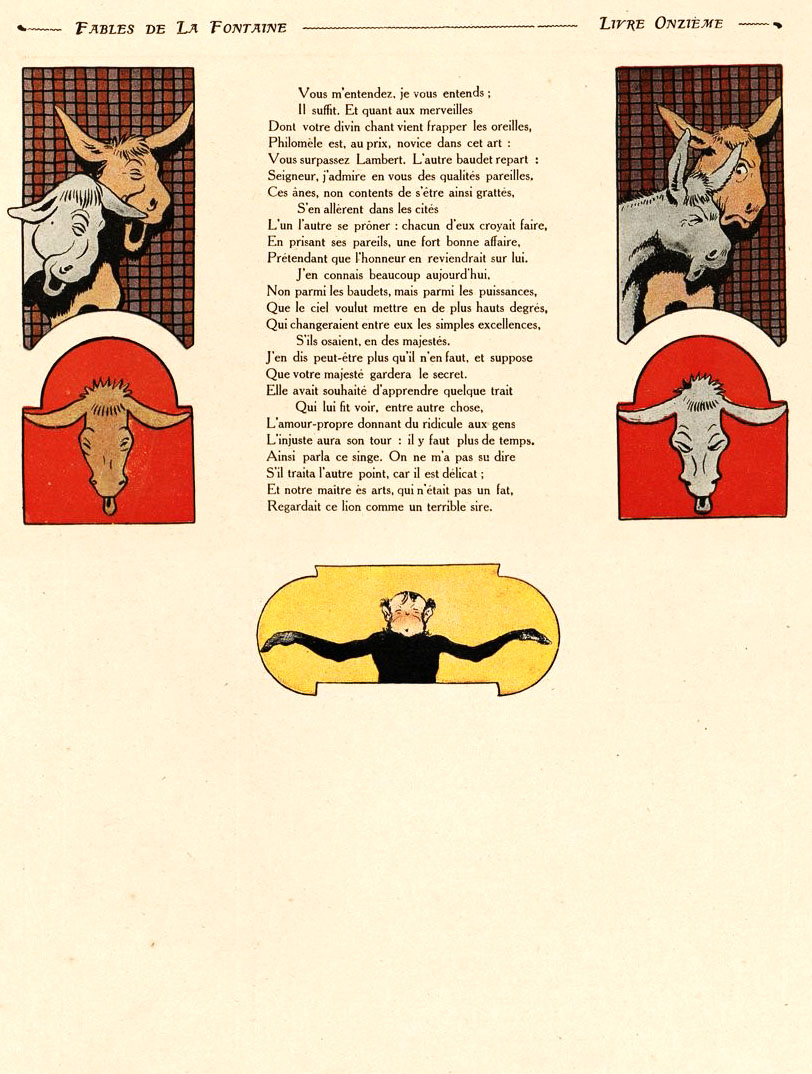
Illustration de Benjamin Rabier (fin) (1906)

Le Lion, pour bien gouverner,

          Voulant apprendre la morale,

          Se fit un beau jour amener

Le  Singe Maître ès arts chez la gent animale.

La  première leçon que donna le régent

Fut  celle-ci : " Grand Roi, pour régner sagement,

          Il faut que tout prince préfère

Le  zèle de l'État à certain mouvement

          Qu'on appelle communément

          Amour propre ; car c'est le  père,

          C'est l'auteur de tous les  défauts

          Que l'on remarque aux animaux.

Vouloir  que de tout point ce sentiment vous quitte,

          Ce n'est pas chose si petite

          Qu'on en vienne à bout en un  jour :

C'est  beaucoup de pouvoir modérer cet amour.

          Par là, votre personnage auguste

          N'admettra jamais rien en soi

          De ridicule ni d'injuste.

          Donne-moi, repartit le Roi,

          Des exemples de l'un et l'autre.

          Toute espèce, dit le docteur,

          (Et je commence par la nôtre)

Toute  profession s'estime dans son cœur,

          Traite les autres d'ignorantes,

          Les qualifie impertinentes ;

Et  semblables discours qui ne nous coûtent rien.

L'amour-propre  au rebours fait qu'au degré suprême

On  porte ses pareils ; car c'est un bon moyen

          De s'élever aussi soi-même.

De  tout ce que dessus j'argumente très bien

Qu'ici-bas  maint talent n'est que pure grimace,

Cabale,  et certain art de se faire valoir,

Mieux  su des ignorants que des gens de savoir.

         L'autre jour suivant à la trace

Deux  Ânes qui, prenant tour à tour l'encensoir, 

Se  louaient tour à tour, comme c'est la manière,

J'ouïs  que l'un des deux disait à son confrère :

Seigneur,  trouvez-vous pas bien injuste et bien sot

L'homme,  cet animal si parfait ? Il profane

          Notre auguste nom, traitant d'âne

Quiconque  est ignorant, d'esprit lourd, idiot :

          Il abuse encore d'un mot,

Et  traite notre rire, et nos discours de braire.

Les  humains sont plaisants de prétendre exceller

Par-dessus  nous ; non, non ; c'est à vous de parler,

           À leurs orateurs de se taire :

Voilà  les vrais braillards ; mais laissons là ces gens :

           Vous m'entendez, je vous entends  :

           Il suffit ; et quant aux  merveilles

Dont  votre divin chant vient frapper les oreilles,

Philomèle est au prix novice dans cet art :

Vous  surpassez Lambert. L'autre Baudet repart :

Seigneur,  j'admire en vous des qualités pareilles.

Ces  Ânes, non contents de s'être ainsi grattés,

          S'en allèrent dans les cités

L'un  l'autre se prôner : chacun d'eux croyait faire,

En  prisant ses pareils, une fort bonne affaire,

Prétendant  que l'honneur en reviendrait sur lui.

          J'en connais beaucoup  aujourd'hui,

Non  parmi les baudets, mais parmi les puissances

Que  le Ciel voulut mettre en de plus hauts degrés,

Qui  changeraient entre eux les simples Excellences,

          S'ils osaient, en des Majestés.

J'en  dis peut-être plus qu'il ne faut, et suppose

Que  Votre Majesté gardera le secret.

Elle  avait souhaité d'apprendre quelque trait

          Qui lui fit voir entre autre chose

L'amour-propre  donnant du ridicule aux gens.

L'injuste  aura son tour : il y faut plus de temps. "

Ainsi  parla ce Singe. On ne m'a pas su dire

S'il  traita l'autre point ; car il est délicat ;

Et  notre Maître ès arts, qui n'était pas un fat,

Regardait  ce Lion comme un terrible sire.
— Jean de La Fontaine, Fables de La Fontaine, Le Lion, le Singe et les Deux Ânes , texte établi par Jean-Pierre Collinet, Fables, contes et nouvelles, Gallimard, « Bibliothèque de la Pléiade », 1991, p. 433